# DM i landevejscykling 2007
Danmarksmesterskaberne i landevejscykling 2007 blev afholdt fra 27. juni – 1. juli 2007 i Roskilde på Sjælland. Konkurrencerne for U23 blev afholdt 31. august og 2. september i Odder.
| Event           | Guld                    | Sølv                     | Bronze                       |
| --------------- | ----------------------- | ------------------------ | ---------------------------- |
| Herrer - Elite  |                         |                          |                              |
| Enkeltstart     | Lars Bak                | Brian Vandborg           | Jacob Kollerup               |
| Linjeløb        | Alex Rasmussen          | Jacob Moe Rasmussen      | Jonas Aaen Jørgensen         |
| Herrer - U23    |                         |                          |                              |
| Enkeltstart     | André Steensen          | Michael Færk Christensen | Casper Jørgensen             |
| Linjeløb        | Thomas Kristiansen      | Jakob Bering             | Jacob Kodrup                 |
| Herrer - Junior |                         |                          |                              |
| Enkeltstart     | Søren Kirkegaard Madsen | Frederik Just Jernov     | Jimmi Sørensen               |
| Linjeløb        | Rasmus Guldhammer       | Mikkel Schiøler          | Mathias Frostholm Kristensen |
| Damer - Elite   |                         |                          |                              |
| Enkeltstart     | Trine Schmidt           | Dorte Lohse              | Annette Dam Fialla           |
| Linjeløb        | Karina Hegelund         | Dorte Lohse              | Mette Fischer Andreasen      |
| Damer - Junior  |                         |                          |                              |
| Enkeltstart     | Maria Grandt Petersen   | Karina Hegelund          | Michelle Lauge Quaade        |